# Wacław Radwan
Wacław Teofil Radwan (ur. 6 lutego 1887 w Żarnowie, pow. opoczyński, zm. 30 czerwca 1962 w Zalesiu Dolnym) – polski artysta grafik i malarz, profesor ASP, uczestnik powstania warszawskiego, prowadzący pracownię skrytek dla poczty powstańczej.

## Życiorys
Urodził się 6 lutego 1887 roku w Żarnowie, w rodzinie Bronisława i Marii z Reklewskich. Miał dwóch braci, starszego – Stanisława i młodszego – Mieczysława, oraz dwóch braci stryjecznych: Józefa i Władysława. Naukę rozpoczął w szkole siedmioklasowej w Radomiu. W 1905 roku wziął udział w organizacji strajku szkolnego, za co został relegowany. W tym samym roku rozpoczął naukę w warszawskiej Szkole Sztuk Pięknych. W okresie I wojny światowej działał społecznie, organizując pomoc dla uchodźców. W 1919 roku zawarł związek małżeński z Marią Nowacką, z którą miał córkę, Hannę (ur. 1925). W okresie międzywojennym był wykładowcą w warszawskich uczelniach plastycznych oraz zajmował się m.in. opracowywaniem plakatów i ulotek, projektowaniem wnętrz i mebli. 
W czasie II wojny światowej uczestniczył w tajnym kształceniu i w działalności służb łączności w Oddziale V AK.
Po wojnie wrócił do pracy pedagogicznej i twórczości artystycznej.
Zmarł w 1962 roku w Zalesiu Dolnym. Został pochowany na cmentarzu w Piasecznie.

### Przed odzyskaniem niepodległości
Od 1905 roku studiował w warszawskiej Szkole Sztuk Pięknych (przekształconej później w Akademię Sztuk Pięknych, ASP). Jego nauczycielami byli m.in. Konrad Krzyżanowski i Ferdynand Ruszczyc (malarstwo), Xawery Dunikowski (rzeźba), Wincenty Trojanowski (sztuka dekoracyjna), Jan Gałęzowski (architektura wnętrz). Najbardziej interesował się grafiką, sztuką książki i projektowaniem wnętrz, malował też pejzaże (obrazy olejne i akwarele).
W latach 1908–1914 otrzymał nagrody za:
- projekt plakatu wystawy „Sztuka w życiu dziecka”, nagroda w konkursie zorganizowanym przez Towarzystwo Zachęty Sztuk Pięknych (1908),
- projekt polichromii kościoła w Lubieniu (1910),

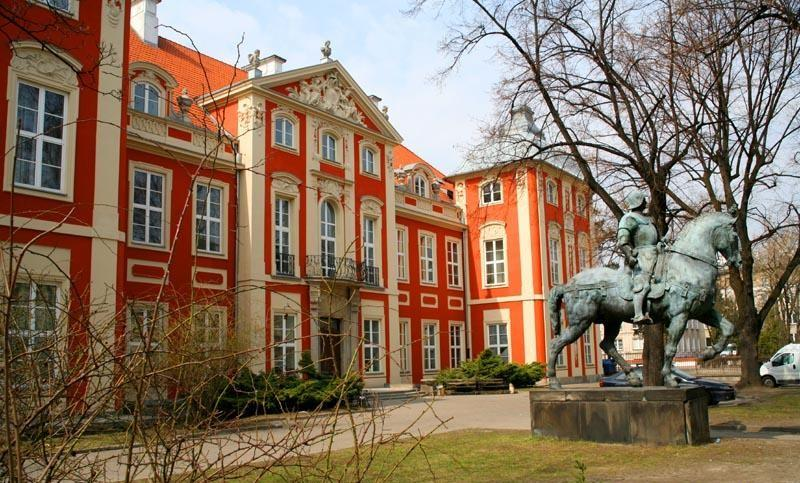
Akademia Sztuk Pięknych w Warszawie (rok założenia: 1816).

- Akademia Sztuk Pięknych w Warszawie (rok założenia: 1816).rysunek okładki dla firmy lokomobili H. Lanz (1914).

W 1912 roku był współorganizatorem Stowarzyszenia Artystów Plastyków „Młoda Sztuka”.

### Pierwsza wojna światowa
Wybuch wojny przerwał prace Wacława Radwana nad polichromią kaplicy w pałacu Łubieńskich w Mieszawie koło Orszy. Przebywał on w tych okolicach do 1918 roku, m.in. administrując majątkiem Jazwy w pow. sieńskim (własność Nitosławskich-Krasickich) i pracując społecznie jako instruktor powiatowy z ramienia Centralnego Komitetu Pomocy Uciekinierom. Dla 2,5 tys. uciekinierów organizował pomoc materialną, ochronki i szkołę rzemieślniczą. Uczył młodzież rysunków.

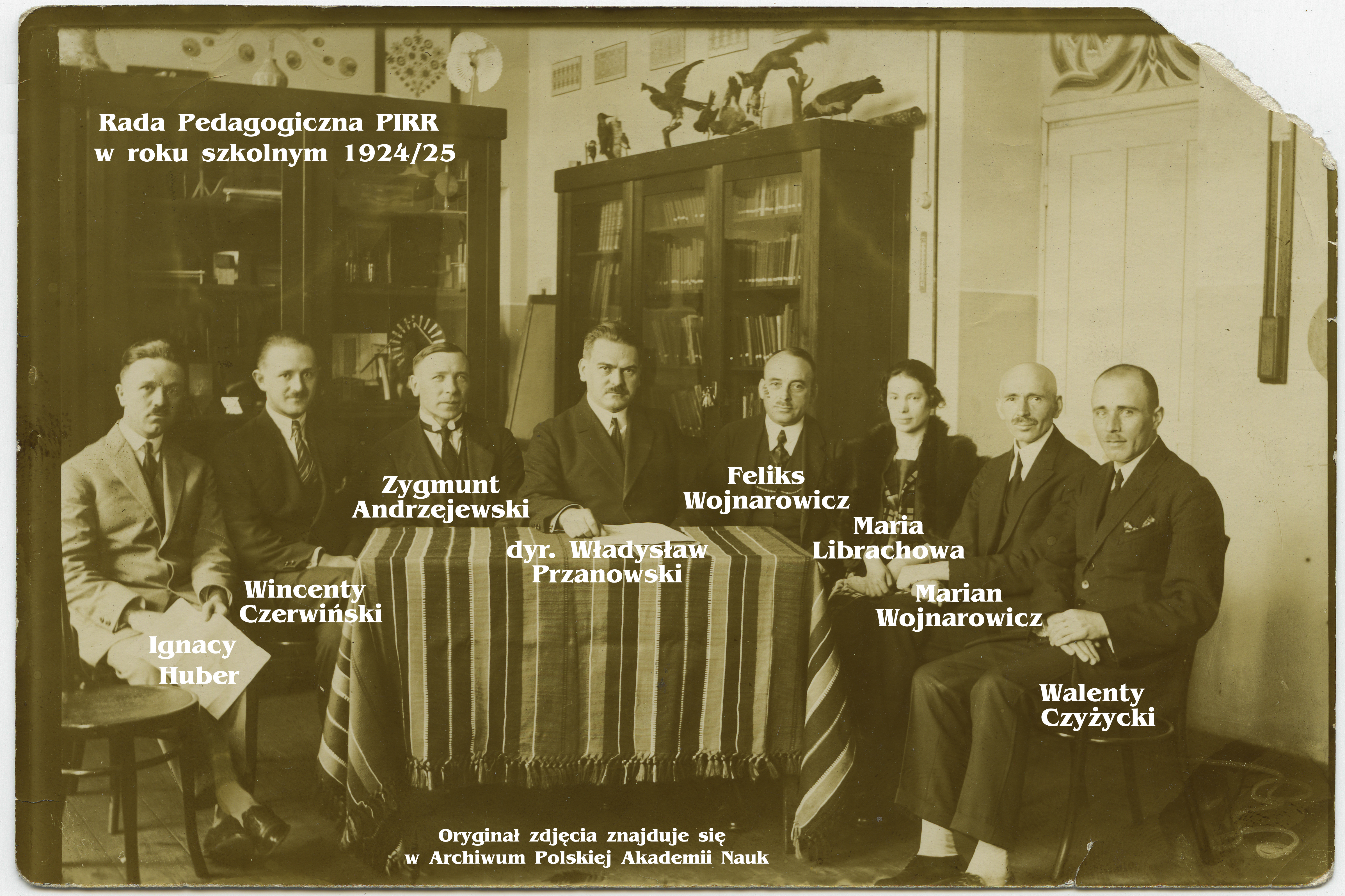
Rada Pedagogiczna Państwowego Instytutu Robót Ręcznych (rok szkolny 1924/1925).

### Okres międzywojenny
Po powrocie do Warszawy w 1918 roku Wacław Radwan początkowo pracował w biurze budowy kolei Sierpc-Nasielsk, a po roku powrócił do działalności artystycznej. Projektował plakaty, ulotki, wnętrza i meble (m.in. dla firmy Bracia Jabłkowscy). Otrzymał nagrody za projekty wnętrz Świątyni Opatrzności Bożej w Białymstoku i gmachu Ministerstwa Wyznań Religijnych i Oświecenia Publicznego. Wspólnie ze Stanisławem Ostrowskim (rzeźbiarzem), założył Klub Artystyczny w Hotelu Polonia, w którym były organizowane m.in. wystawy plastyki. Został członkiem Związku Plastyków Polskich (od 1921 – członkiem zarządu ZPP i Rady Sztuki).
W tym samym roku Radwan rozpoczął pracę pedagogiczną w Miejskiej Szkole Sztuk Zdobniczych i Malarstwa (otrzymał za nią złoty medal na Międzynarodowej Wystawie Sztuki Stosowanej w Paryżu). W 1930 roku zorganizował w MSSZiM pracownie sztuki książki – typograficzną i ilustracyjną. Tu został opracowany znany studencki druk ćwiczeniowy – „Fortepian Chopina” Cypriana Kamila Norwida (wyd. 1933). W latach 1930–1937 wykładał również w Państwowym Instytucie Robót Ręcznych (kompozycja i zdobnictwo). Zajmował się sprawami szkolnictwa artystycznego w Radzie Naczelnej Centralnego Komitetu do Spraw Plastyki.
Własne dzieła Wacław Radwan prezentował np. na zbiorowych wystawach w Zachęcie (1921–1926) i na wystawie Związku Zawodowego Polskich Artystów Malarzy w „Salonie Lewickich” (1925). Organizował dział sztuki na Powszechnej Wystawie Krajowej w Poznaniu (1929), za co otrzymał dyplom honorowy.

### II wojna światowa
W czasie okupacji niemieckiej (1939–1945) Wacław Radwan przygotowywał dla Ossolineum projekty graficzne nowych wydań dzieł Kraszewskiego, Słowackiego i Norwida (nie doszło do realizacji tych zamierzeń), opracowywał też projekty innych książek, które zamierzał wydać po wojnie (zostały zniszczone w 1944 roku). W latach 1942–1944 pracował, jako kierownik artystyczny, w Wydawnictwie M. Arct. Uczestniczył w tajnym nauczaniu (zajęcia z grafiki).
W działaniach Armii Krajowej brał udział pod pseudonimem „Profesor”, prowadząc „pracownię skrytek” (schowków). Utrzymywał w tym zakresie kontakt m.in. z jedną ze swoich wcześniejszych uczennic, Heleną Rudzińską (ps. „Czarna Helka”, „Hela”, „Dorota”), prowadzącą komórkę techniczną w Wydziale Łączności Zagranicznej Oddziału V (dowodzenia i łączności) Komendy Głównej AK. Opracowywał różnorodne sposoby ukrywania materiałów, przewożonych przez kurierów, np. mikrofilmów. Helena Rudzińska tak wspominała „pracownię schowków”:

Schowki projektował i osobiście wykonywał z niesłychaną precyzją i pomysłowością prof. Akademii Sztuk Pięknych – Wacław Radwan, ps. „Profesor”. Pracownia Profesora mieściła się w jego domu w Zalesiu Dolnym, przy ul. Modrzewiowej 10. W pracowni tej były robione schowki dla kurierów, takie jak: cygarniczki, papierośnice, puderniczki, lusterka, klucze, pędzle do golenia itp.

Z jedną z takich przesyłek w 1942 roku został zatrzymany kurier, ps. „Tadeusz”.

Była to taka pozornie zwykła, drewniana cygarniczka, w której między częścią zewnętrzną, drewnianą, a metalową wewnętrzną znajdowało się kilkaset wycienionych klatek błony ze sfotografowanymi meldunkami. Przy pierwszej rewizji nie zabrano osobistych drobiazgów […], kurier wnioskował, że Niemcy nie mają do niego poważniejszych zarzutów, jednak bojąc się o los poczty, podczas następnych przesłuchań palił w tej cygarniczce, za zgodą Niemców, papierosy.

Po dotarciu poczty do Centrali stwierdzono, że cygarniczka nie tylko nie została rozpoznana przez Niemców, ale również zapewniła bezpieczeństwo meldunkom – mikrofilmy nie zostały uszkodzone.

### Okres po II wojnie światowej
Po zakończeniu wojny Wacław Radwan mieszkał w Zalesiu dolnym i wykładał grafikę w MSSZiZ, przekształconej w Wyższą Szkołę Sztuk Plastycznych (WSSP), a następnie przyłączonej do Akademii Sztuk Pięknych (1950).
W 1951 roku został profesorem zwyczajnym na Wydziale Grafiki ASP. Kierował Doświadczalną Pracownią Typograficzną.

## Twórczość
Wacław Radwan interesował się przede wszystkim drzeworytnictwem i zdobieniem książek (ilustrowanie, oprawy, kompozycje graficzne). Zainteresowaniu książką świadczy m.in. wydanie broszury „O kulturę graficzną książki”. Zajmował się też wieloma innymi technikami grafiki warsztatowej. Około 90 jego prac znajduje się w Bibliotece Narodowej w Warszawie.
Spośród wykonanych prac wyróżnia się:
- drzeworyty portretowe (1946–1956), np.: Jan Kochanowski, Henryk Dąbrowski, Fryderyk Chopin, Norwid, Gandhi,
- drzeworyty „Teka Sandomierska” (1949–1952), 6 drzeworytów,
- graficzne opracowanie książki Marii Kownackiej „Tajemnica uskrzydlonego serca” (1948),
- ilustracje do książek, np.:

2 drzeworyty do „Pamiętników” J.Ch. Paska,
12 plansz drzeworytowych do „Pana Tadeusza” Adama Mickiewicza (1955),
8 drzeworytów do „Starej baśni” Józefa I. Kraszewskiego,
2 drzeworyty do „Godów życia” A. Dygasińskiego,
Wymieniane jest również opracowanie jubileuszowego wydania (1951) „Promethidiona” Cypriana K. Norwida oraz ekslibrisów, np. J. Pakulskiego, H. i B. Wolskich, L. Sytego.

## Ordery i odznaczenia
- Złoty Krzyż Zasługi (dwukrotnie: 11 listopada 1937[5], 11 lipca 1955[6])
- Medal 10-lecia Polski Ludowej (19 stycznia 1955)[7]